# Günter Grass
Günter Wilhelm Grass (IPA: [ˈɡʏntɐ ˈvɪlhɛlm ɡʀas]) (Danzica, 16 ottobre 1927 – Lubecca, 13 aprile 2015) è stato uno scrittore, poeta, saggista, drammaturgo, scultore e pittore tedesco, insignito del Premio Nobel per la letteratura nel 1999.
Autore tra i più significativi della Germania del secondo dopoguerra, fin dai suoi esordi ha manifestato una predilezione per temi e toni realistici d'immediata concretezza, che si sono andati progressivamente organizzando in un forte impegno sociale e politico, di cui attesta anche una variegata produzione teatrale. 
Ha ottenuto successo mondiale con il suo romanzo Il tamburo di latta pubblicato nel 1959, una delle opere che per prime fecero parlare di un'effettiva presenza letteraria tedesca dopo vari anni di sconcerto e di perplessità.

## Biografia

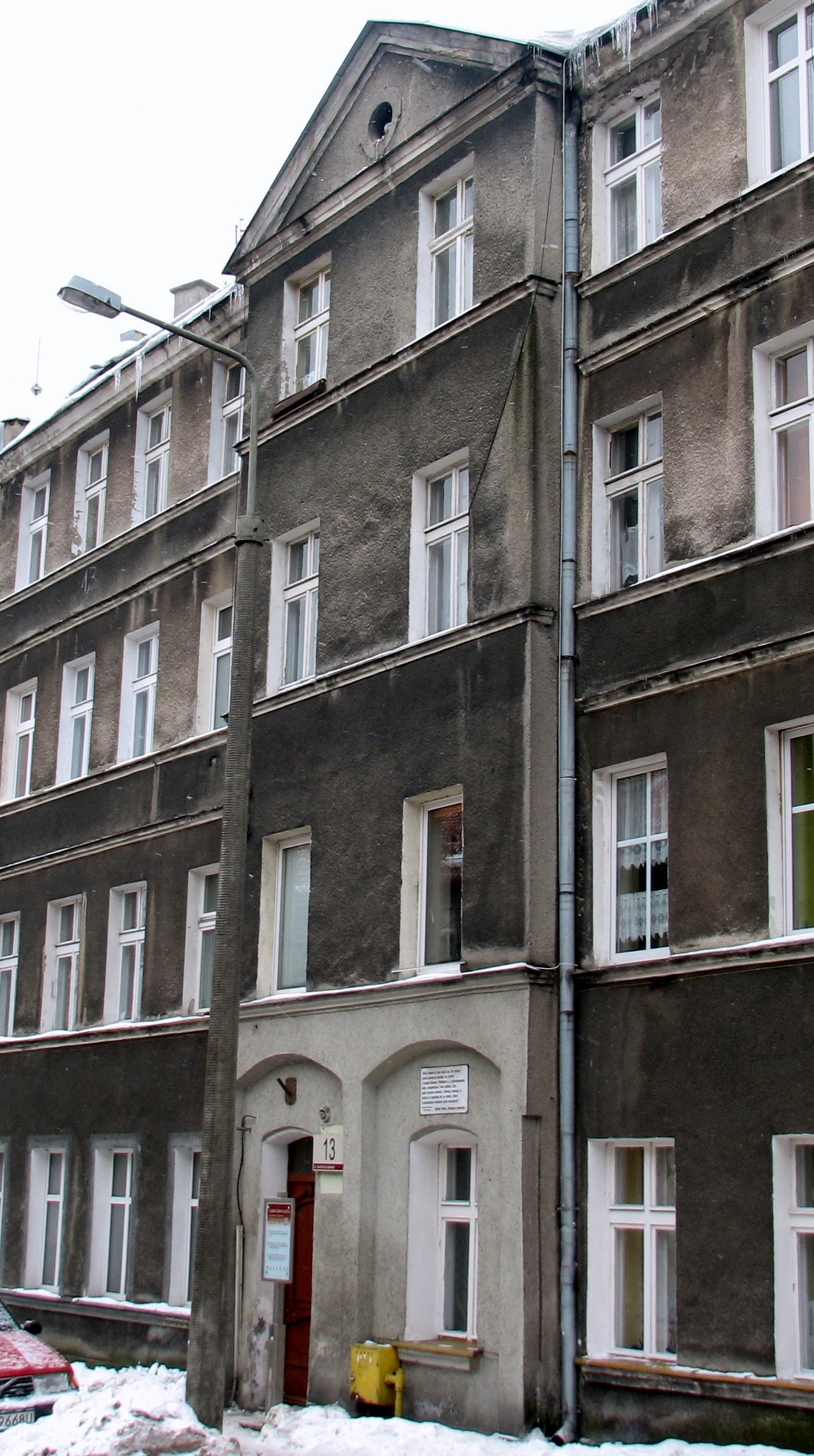
La casa di Danzica dove abitò Günter Grass prima della seconda guerra mondiale.

Günter Grass nacque a Langfuhr Spitze (oggi Wrzeszcz Górny), frazione dell'allora Città Libera di Danzica (attualmente parte della Polonia), il 16 ottobre del 1927 da padre tedesco di religione protestante, Wilhelm Grass (1899-1979), e da madre polacca di religione cattolica e di origini in gran parte casciube, Helene Knoff (1898-1954), ambedue gestori di una drogheria. Aveva una sorella minore, Waltraud, nata nel 1930. 
Nella città natale, frequentò le scuole fino all'indirizzo superiore quando, all'età di 15 anni, decise d'abbandonare gli studi per arruolarsi nella Kriegsmarine del Terzo Reich; non riuscendoci, entrò volontario nel Reichsarbeitsdienst (un corpo ausiliario della Wehrmacht) e, due anni dopo, entrò, sempre come volontario, nelle Waffen-SS. Ferito in servizio nel 1945, fu catturato dagli statunitensi, finendo, assieme ad altri soldati tedeschi, in un campo di prigionia in Baviera. Liberato dal campo, perse i contatti con la famiglia e, per sopravvivere, svolse i lavori più disparati, arrivando persino a suonare la sera in una banda jazz.
Tra il 1946 ed il 1947, Grass lavorò in una miniera ed imparò a scolpire. Per molti anni studiò scultura e grafica, dapprima a Düsseldorf, dove frequentò l'Accademia delle Belle arti, poi a Berlino. Nel 1951 raggiunse l'Italia dove viaggiò in autostop fino in Sicilia. Sposatosi la prima volta nel 1954 con Anna Schwarz, ballerina classica di origine svizzera, conosciuta nel 1952 in Francia, divorziò nel 1978 e si risposò nel 1979 con Ute Grunert. Dal 1960 si stabilì a Berlino, trascorrendo però parte del suo tempo nella regione dello Schleswig-Holstein. Prese un ruolo attivo nel Partito Socialdemocratico di Germania (SPD) e appoggiò Willy Brandt. Nel 1965 compì il viaggio elettorale a favore della SPD attraverso la Germania per raccogliere voti. Fu molto attivo anche nel movimento pacifista.

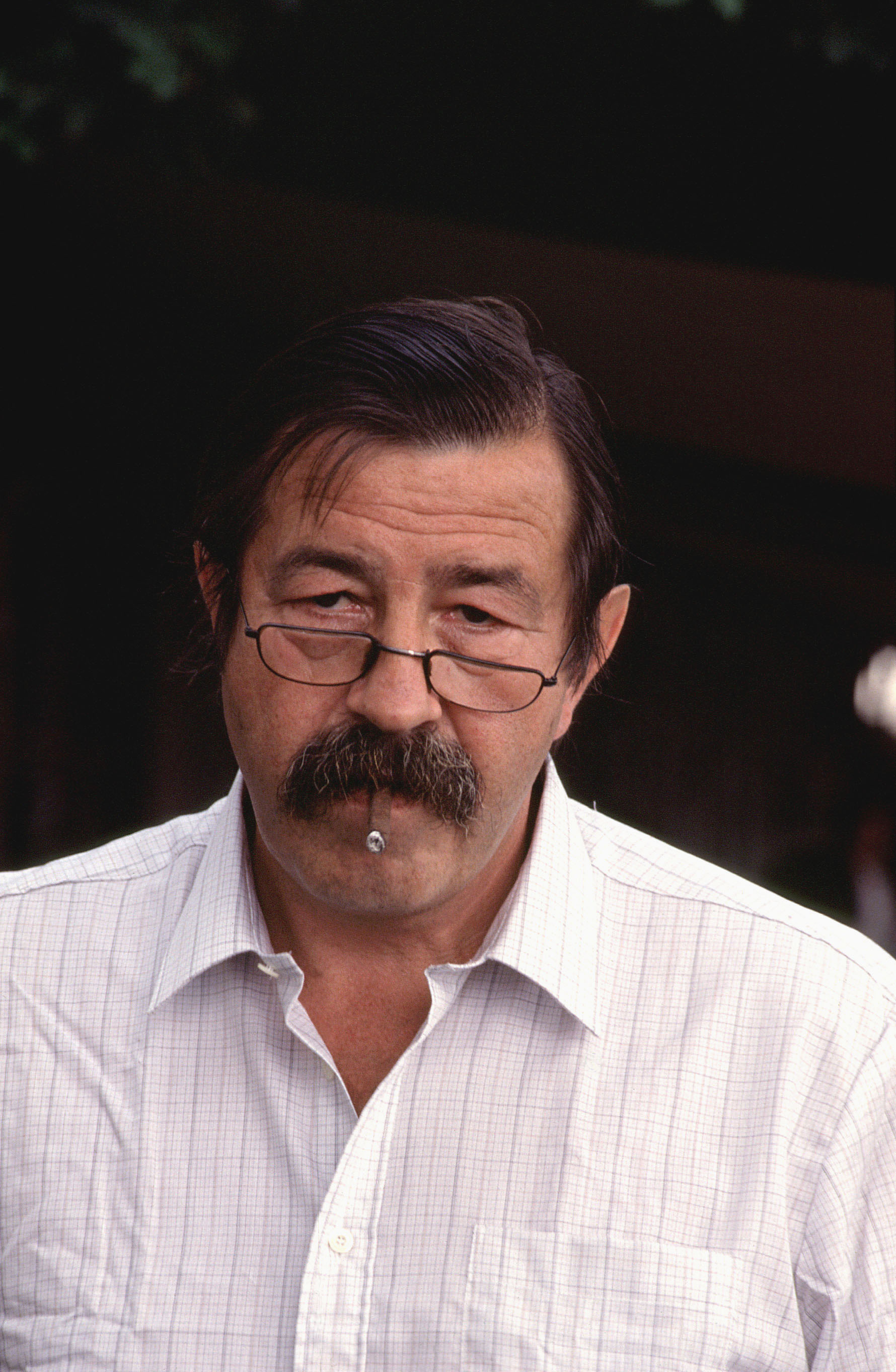
Günter Grass fu giurato alla Mostra del cinema di Venezia del 1984

Dal 1983 al 1986 fu presidente dell'Accademia delle arti di Berlino. Tra il 1986 e il 1987 si trasferì a Calcutta con la moglie in seguito alla pubblicazione del suo libro La ratta, stroncato dalla critica tedesca. Tornato in Germania pubblicò nel 1988 una raccolta di racconti, Mostrare la lingua, scritta durante il soggiorno in India. In seguito poi alla caduta del Muro di Berlino del 1989, scrisse il libello Da una Germania all'altra, con cui affrontava il delicato tema del processo di riunificazione delle due Germanie, esprimendosi molto sfavorevolmente sull'esplicito carattere assimilazionista assunto dall'Ovest nei confronti dell'ormai dissolta DDR. 
Abbandonò quindi il gradualismo di ispirazione socialdemocratica e adottò una filosofia dell'azione diretta, ispirata ai movimenti studenteschi del 1968.
Dal 1995 alla morte Günter Grass ha vissuto a Lubecca, città nel nord della Germania.
Ricevette per la sua opera letteraria dozzine di premi internazionali, tra i quali il premio Grinzane Cavour nel 1992, e nel 1999 ottenne il premio Nobel. Nel 2002 lo scrittore tedesco tornò sulle pagine di tutti i giornali del mondo per la riuscitissima pubblicazione di Im Krebsgang, in italiano Il Passo del Gambero (uscito in Italia nel 2004) in cui si raccontava della tragedia del transatlantico Wilhelm Gustloff, il maggiore dramma nella storia navale.
La sua opera viene comunemente associata al concetto di Vergangenheitsbewältigung (traducibile all'incirca come "superamento del passato"). A Brema è stata creata una fondazione a suo nome, con lo scopo di stabilire una collezione centralizzata delle sue opere, specialmente le sue molte letture personali e i suoi video e film. A Lubecca esiste un museo a lui dedicato con un archivio e una biblioteca.
Le sue ultime prese di posizione sono quella contro una possibile aggressione di Israele all'Iran nonché contro la proliferazione nucleare, nella poesia Ciò che va detto, che gli è costata il divieto di ingresso nello stato ebraico come "persona non grata", e in difesa della Grecia in crisi economica e contro l'Unione europea e l'atteggiamento della Germania, colpevole di non aiutare abbastanza la culla della civiltà occidentale, nella lirica Ignominia d'Europa.
Grass muore il 13 aprile 2015, all'età di 87 anni, in una clinica di Lubecca dove era ricoverato in seguito ad un'infezione polmonare. Il 29 aprile 2015 viene sepolto, nel corso di un funerale ristretto alla sola cerchia familiare, nel cimitero di Behlendorf.

### La ferma nelle Waffen-SS
Nell'agosto del 2006, ormai settantottenne, lo scrittore tedesco ammise, in un'intervista al giornale Frankfurter Allgemeine Zeitung, di aver militato durante la guerra nella 10. SS-Panzer-Division "Frundsberg" delle Waffen-SS, come volontario e non coscritto come si era fino a quel momento creduto, anche se arruolatosi in realtà con il desiderio di diventare sommergibilista. «Il motivo fu - racconta lo scrittore - comune per quelli della mia generazione, un modo per girare l'angolo e voltare le spalle ai genitori.»
La sua rivelazione portò a notevoli polemiche in Germania e divise il popolo tedesco tra chi pretendeva la restituzione del premio Nobel e chi invece difendeva Grass, sostenendo che il suo passato non avrebbe dovuto compromettere il giudizio sulle sue opere.

## Opere

### Romanzi e racconti
- Trilogia di Danzica
  - Il tamburo di latta[12] (Die Blechtrommel, 1959), Milano, Feltrinelli 1962, ISBN 9788807880339
  - Gatto e topo[12] o Il gatto e il topo[12] (Katz und Maus, 1961), Milano, Feltrinelli, ISBN 9788807806803
  - Anni di cani[12] (Hundejahre, 1963), Milano, Feltrinelli, ISBN 9788807807862
- Anestesia locale[12] (Örtlich betäubt, 1969)
- Dal diario di una lumaca[12] (Aus dem Tagebuch einer Schnecke, 1972)
- Il rombo[12] (Der Butt, 1979)
- L'incontro di Telgte[12] (Das Treffen in Telgte, 1979)
- Parti cerebrali, ovvero i tedeschi si estinguono (Kopfgeburten oder Die Deutschen sterben aus, 1980)
- La ratta[12] (Die Rättin, 1986)
- Mostrare la lingua[12] (Zunge zeigen. Ein Tagebuch in Zeichnungen, 1988)
- Il richiamo dell'ululone (Unkenrufe, 1992)
- È una lunga storia[12] (Ein weites Feld, 1995)
- Il mio secolo[12] (Mein Jahrhundert, 1999)
- Il passo del gambero[12] (Im Krebsgang. Novelle, 2002)
- Il club dei mancini, trad. M. Ciacci, a cura di Claudio Groff, Cargo, 2005, ISBN 978-88-600-5008-3.

### Raccolte di poesie
- Die Vorzüge der Windhühner (1956)
- Gleisdreieck (1960)
- Ausgefragt (1967)
- Ventisette poesie, tradotto e presentato da Giorgio Cusatelli, introduzione di Mario Luzi, Genova, Edizioni San Marco dei Giustiniani, 1979, ISBN 978-88-749-4074-5.
- Gli ultimi balli (Letzte Tänze, 2003)
- Il mio grande sì, trad. E. Massari, a cura di C. Giacobazzi, Milano, Medusa Edizioni, 2005, ISBN 978-88-769-8021-3.
- Dummer August[12] (2007)
- Eintagsfliegen (2012)

### Saggistica
- Über das Selbstverständliche. Reden - Aufsätze - Offene Briefe - Kommentare (1968)
- Viaggio elettorale, trad. B. Bianchi, Collana Saggi n.512, Torino, Einaudi, 1973, ISBN 978-88-063-6954-5.
- Der Bürger und seine Stimme. Reden Aufsätze Kommentare (1974)
- Denkzettel. Politische Reden und Aufsätze 1965-1976 (1978)
- Widerstand lernen. Politische Gegenreden 1980–1983 (1984)
- Deutscher Lastenausgleich (1990)
- Angestiftet, Partei zu ergreifen (1994)
- Il torto del più forte, a cura di C. Groff, Collana Le gomene n.40, L'ancora del Mediterraneo, 2004, ISBN 978-88-832-5140-5.
- Scrivere dopo Auschwitz. Scritti e interviste, trad. B. D'Andò e M. Palermi, Datanews, 2006-2007, ISBN 978-88-798-1322-8.
- L'etica dello scrittore. Discorsi e interventi, trad. R. Loccisano, a cura di C. Giacobazzi, Milano, Medusa Edizioni, 2007, ISBN 978-88-769-8120-3.

### Drammaturgie
- Die bösen Köche. Ein Drama (1956)
- Hochwasser. Ein Stück in zwei Akten (1957)
- Onkel, Onkel. Ein Spiel in vier Akten (1958)
- Die Plebejer proben den Aufstand (1966)
- Davor (1970)

### Memorie e Diari
- Sbucciando la cipolla[12] (Beim Häuten der Zwiebel. Erinnerungen, 2006), trad. Claudio Groff, Collana Supercoralli, Torino, Einaudi, 2007, ISBN 978-88-061-8732-3.
- Camera oscura[12] (Die Box, 2008), trad. Claudio Groff, Collana Supercoralli, Torino, Einaudi, 2009, ISBN 978-88-062-0005-3.
- Grimms Wörter. Eine Liebeserklärung, Steidl, Göttingen 2010, ISBN 978-3-86930-155-6.
- Da una Germania all'altra. Diario 1990 (Unterwegs von Deutschland nach Deutschland. Tagebuch 1990. Steidl, Göttingen 2009), trad. Claudio Groff, Collana Supercoralli, Torino, Einaudi, 2012, ISBN 978-88-062-0289-7.
- Vonne Endlichkait, Steidl, Göttingen 2015, ISBN 978-3-95829-042-6.
- Die Artur-Knoff-Geschichten, Steidl Verlag, Göttingen 2019, ISBN 978-3-95829-292-5.

### Epistolari
- G. Grass-Kenzaburō Ōe, Ieri, 50 anni fa, trad. M. L. Cantarelli e M. Muramatsu, Collana Lettere, Milano, Archinto, 1997, ISBN 978-88-776-8203-1.

## Onorificenze
Premio Internazionale Feltrinelli per la Prosa Narrativa, conferito dall'Accademia Nazionale dei Lincei.

## Scritti su Grass
- Hanspeter Brode, Günter Grass, Beck, München 1979.
- Giulio Schiavoni, Günter Grass, La Nuova Italia, Firenze 1980.
- Volker Neuhaus, Günter Grass, 2. Auflage. Metzler-Verlag, Stuttgart 1993.
- Heinrich Vormweg, Günter Grass, 9. Auflage. Rowohlt-Verlag, Reinbek 2002.
- Heinz Ludwig Arnold (Hrg.), Günter Grass, TEXT + KRITIK. Zeitschrift für Literatur, H. 1, 7., revidierte Aufl. 1997, edition text + kritik.
- Maurizio Pirro (a cura di), Ex oriente picaro. L'opera di Günter Grass, Presentazione di Domenico Mugnolo, Edizioni B.A. Graphis (Collana I Verdi), Bari 2006.
- Cesare Giacobazzi, Voci e silenzi della storia. Percorsi di lettura in „Il mio secolo“ di Günter Grass, Medusa (Collana Argonauti n° 23), Milano 2006.
- Martin Köbel (Hrg.), Ein Buch, ein Bekenntnis. Die Debatte um Günter Grass' „Beim Häuten der Zwiebel“, Steidl Verlag, Göttingen 2007.
- Giulio Schiavoni, Günter Grass. Un tedesco contro l'oblio, Carocci, Roma 2011.

## Articoli e saggi
- Silvio Tasselli, Gunter Grass e Dario Fo, Storia & Battaglie n. 89, marzo 2009